# Kaalvoet
 Kaalvoet is het veertiende studioalbum van de Nederlandse zanger Stef Bos. Het album werd uitgebracht in 2015. 

## Nummers
| Nr. | Titel                  | Schrijver(s)                                                                    | Duur |
| --- | ---------------------- | ------------------------------------------------------------------------------- | ---- |
| 1.  | Maso                   | S. Ndumba, T. Sekepese, A. Antonio, Stef Bos                                    | 3:35 |
| 2.  | Jou land               | Stef Bos                                                                        | 3:19 |
| 3.  | Jonk in my kop         | Stef Bos                                                                        | 3:20 |
| 4.  | Swartvrou              | Stef Bos                                                                        | 3:41 |
| 5.  | Liefde is altyd daar   | Stef Bos                                                                        | 3:15 |
| 6.  | Binnelandse sake       | Stef Bos                                                                        | 3:12 |
| 7.  | Kryg jou gat in rat    | Koen Wauters, Stef Bos                                                          | 3:07 |
| 8.  | Klara Majola           | Diederik Johannes Opperman, Stef Bos                                            | 3:17 |
| 9.  | Kaalvoet wals          | Stef Bos                                                                        | 1:54 |
| 10. | Moenie                 | Stef Bos                                                                        | 2:26 |
| 11. | Onrusrivier            | Steven Cornillie, Martin de Wagter, Lené te Voortwis, René van Mierlo, Stef Bos | 3:50 |
| 12. | Ek en my bottel        | Stef Bos                                                                        | 4:13 |
| 13. | Onder in my whiskyglas | Koos Kombuis                                                                    | 5:33 |
| 14. | Verjaardagslied        | Stef Bos                                                                        | 2:44 |